# Ernst Sigismund Fischer
Pour les articles homonymes, voir Fischer.
Ernst Sigismund Fischer, né le 12 juillet 1875 à Vienne et mort le 14 novembre 1954 à Cologne, est un mathématicien autrichien qui a travaillé à la fois en analyse et en algèbre.

## Biographie et œuvre
Ernst Sigismund Fischer était le fils du compositeur et professeur de musique Jacob Fischer (de). Il fut étudiant à Vienne (et un semestre à Berlin) à partir de 1894, auprès de Franz Mertens. En 1899, il y soutint son doctorat, dirigé par Leopold Gegenbauer. Puis il étudia auprès de Hermann Minkowski à Zurich et à Göttingen. En 1902, il fut assistant de von E. Waelsch à l'Institut technologique de Brno. Il y devint Privatdozent en 1904 et professeur extraordinaire en 1910.
En 1911, il succéda à Paul Gordan comme professeur à Erlangen. Emmy Noether y était en même temps et il eut sur elle, selon Hermann Weyl, une plus grande influence que son directeur de thèse Gordan, parce que contrairement à ce dernier, Fischer représentait un point de vue algébrique plus abstrait, dans la lignée de Hilbert.
Après avoir servi dans l'armée lors de la Première Guerre mondiale, il fut, à partir de 1920, professeur à Cologne. Il fut président de la Deutsche Mathematiker-Vereinigung en 1931. En 1938, il fut contraint de prendre sa retraite, à cause de son ascendance juive.
Fischer est surtout connu pour sa preuve, en 1907,, du théorème de Riesz-Fischer sur la complétude de l'espace L2 des fonctions de carré intégrable. Dans le même travail, il introduisit la notion de convergence en moyenne quadratique. Ce travail et celui, simultané, de Frigyes Riesz, furent un pas important dans le développement de la théorie des espaces de Hilbert. Ils utilisaient l'intégrale de Lebesgue, et leur théorème fut l'un des premiers succès de la théorie de la mesure et de l'intégration de Henri Lebesgue.